# Jardin botanique alpin de Meyrin
Le jardin botanique alpin de Meyrin (ou localement jardin alpin) est un jardin botanique situé à Meyrin, dans le canton de Genève, en Suisse.

## Histoire
Le 29 septembre 2018, le jardin obtient une mention de la part de la Distinction Romande d'Architecture. En 2019 la commune de Meyrin reçoit le Prix Schulthess des jardins pour la remise en valeur du jardin botanique alpin.

## Accès
Le jardin botanique alpin est accessible par la ligne 14 et la ligne 18 du tramway de Genève ainsi qu'avec la ligne 57 de l'autobus de Genève avec la station Jardin Alpin-Vivarium.